# Ciparisso

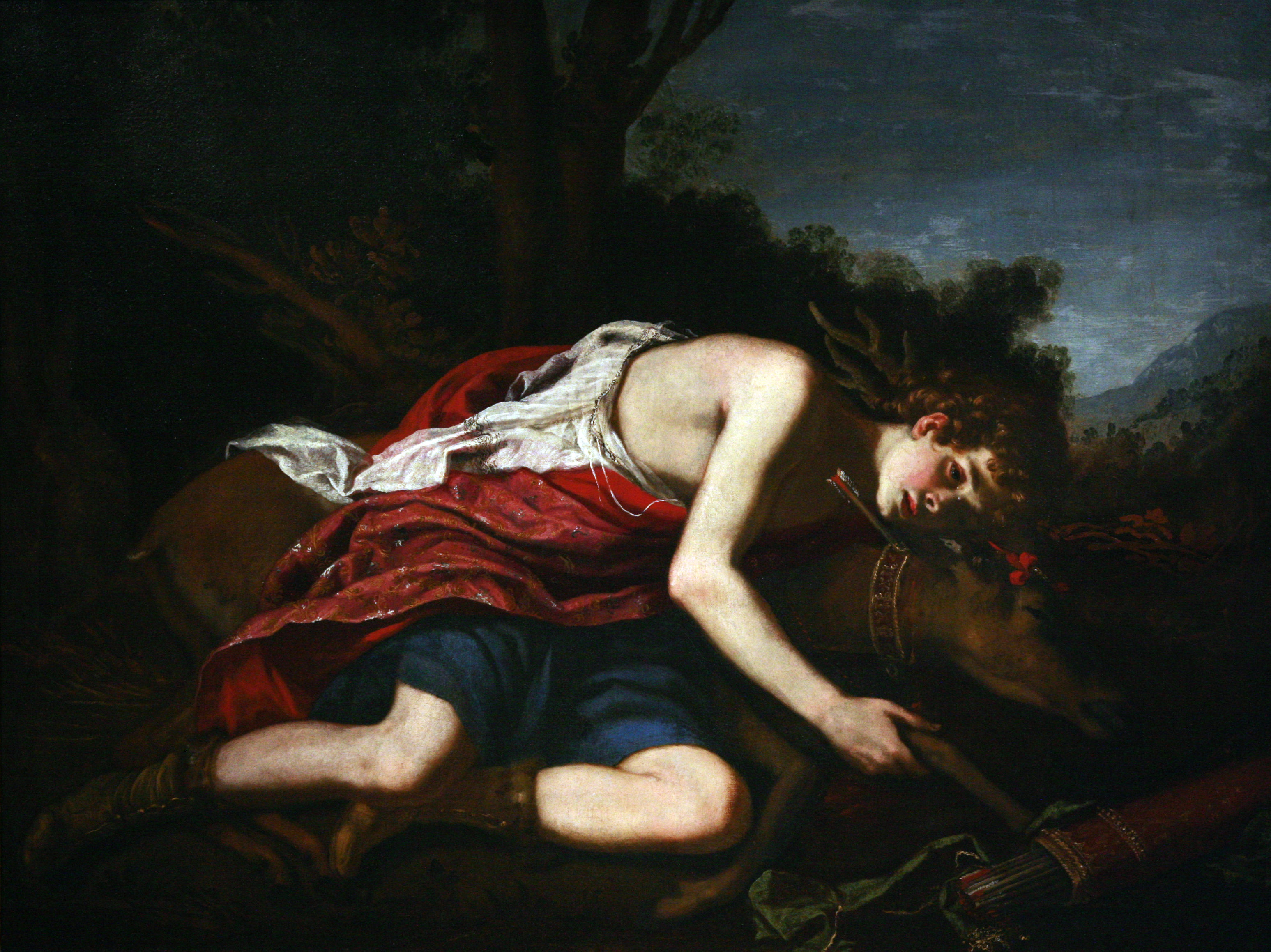
Ciparisso di Jacopo Vignali, 1625 circa (Musée des Beaux-Arts de Strasbourg). Il ragazzo piange il suo amato animale addomesticato.

Ciparisso (dal latino Cyparissus; in greco antico: Κυπάρισσος?, Kyparissos) è un personaggio della mitologia greca. Fu uno dei ragazzi più amati da Apollo, ma alcune versioni alternative della storia riferiscono che fu concupito ed ammirato anche da altre divinità.
Nel racconto più noto della vicenda, la compagnia preferita del giovane Ciparisso era un bel cervo addomesticato, che accidentalmente finì con l'uccidere col suo giavellotto durante una battuta di caccia svoltasi all'interno di un boschetto. Il dolore del ragazzo era talmente grande ed inconsolabile che finì per trasformarsi in un Cipresso, l'albero della tristezza e simbolo classico del lutto; si tratta pertanto di un mito di fondazione atto a spiegare l'eziologia della relazione sussistente tra la pianta ed il suo significato culturale.
Ciparisso era secondo una versione figlio di Telefo e quindi nipote del semidio Eracle; in alternativa è presentato come un giovane appartenente a umile famiglia. In ogni caso la sua storia è ambientata a Chio. Il soggetto è noto principalmente grazie alla letteratura latina durante l'ellenizzazione e agli affreschi rinvenuti a Pompei antica.
Non è stato identificato alcun culto degli eroi a lui dedicato.

## Mito iniziatico

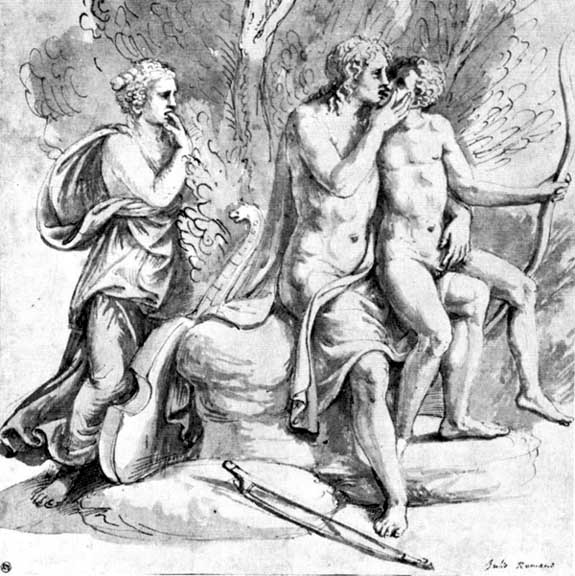
Giulio Romano, Apollo e Ciparisso (1596; Stoccolma, Nationalmuseum).

Il mito di Ciparisso, così come quello del suo coetaneo Giacinto, principe spartano, è stato spesso interpretato come il riflesso del costume sociale dell'antica pederastia istituzionalizzata nell'antica Grecia, con il ragazzo amato come eromenos dal dio in versione di erastès. Questo rimando mitologico al concetto di pederastia greca rappresenta il processo di iniziazione alla vita adulta di tutti gli adolescenti di sesso maschile, con il passaggio attraverso una "morte e trasfigurazione" per il più giovane eromenos. In tutti questi racconti, osserva Karl Kerényi, i bei ragazzi sono dei doppi di Apollo stesso, come dei suoi alter ego.
Il cervo come dono fatto da Apollo riflette l'usanza ben presente nella società greca arcaica che vede il maschio più anziano (erastes appunto) regalare al suo amato un animale, un atto spesso accennato anche nella pittura vascolare della ceramica greca. Nel contesto iniziatico, la caccia è invece una preparazione - sotto la sorveglianza maschile adulta - per le arti virili della guerra, oltre che un banco di prova per il comportamento ed il rafforzamento del carattere, con il cervo recato in dono che diviene la preda del cacciatore.

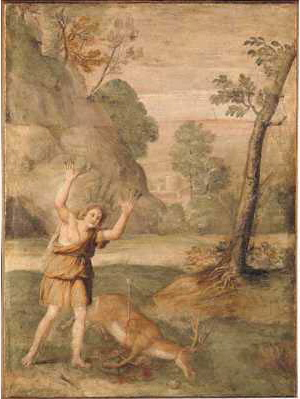
La trasformazione di Ciparisso, quadro del Domenichino, alla National Gallery di Londra.

## Versione di Ovidio
La docilità e mansuetudine del cervo può essere l'invenzione del poeta latino dell'età augustea Publio Ovidio Nasone, e di una inversione tardiva letteraria del ruolo tradizionale del ragazzo. Il Ciparisso di Ovidio è così fortemente addolorato dall'aver ucciso accidentalmente il suo animale domestico che chiede ad Apollo di permettere che le sue lacrime scorrano per sempre. Il dio acconsente trasformando così il ragazzo in un albero di cipresso (latino: Cupressus), la cui resina vegetale sul fusto ha la forma di goccioline del tutto simili a lacrime.
Ovidio incornicia il racconto all'interno della storia del musico Orfeo; questi, dopo la mancata riuscita nell'impresa di recuperare la sua sposa Euridice dalla morte, è indotto ad abbandonare l'amore verso delle donne per favorire invece quello rivolto ai bei ragazzi. Quando Orfeo suona la sua cetra, anche gli alberi sono smossi nel profondo dalla sublime bellezza di quella musica; nella famosa cavalcata degli alberi che segue, la posizione del cipresso alla fine richiede una transizione verso il racconto della trasformazione fisica di Ciparisso.

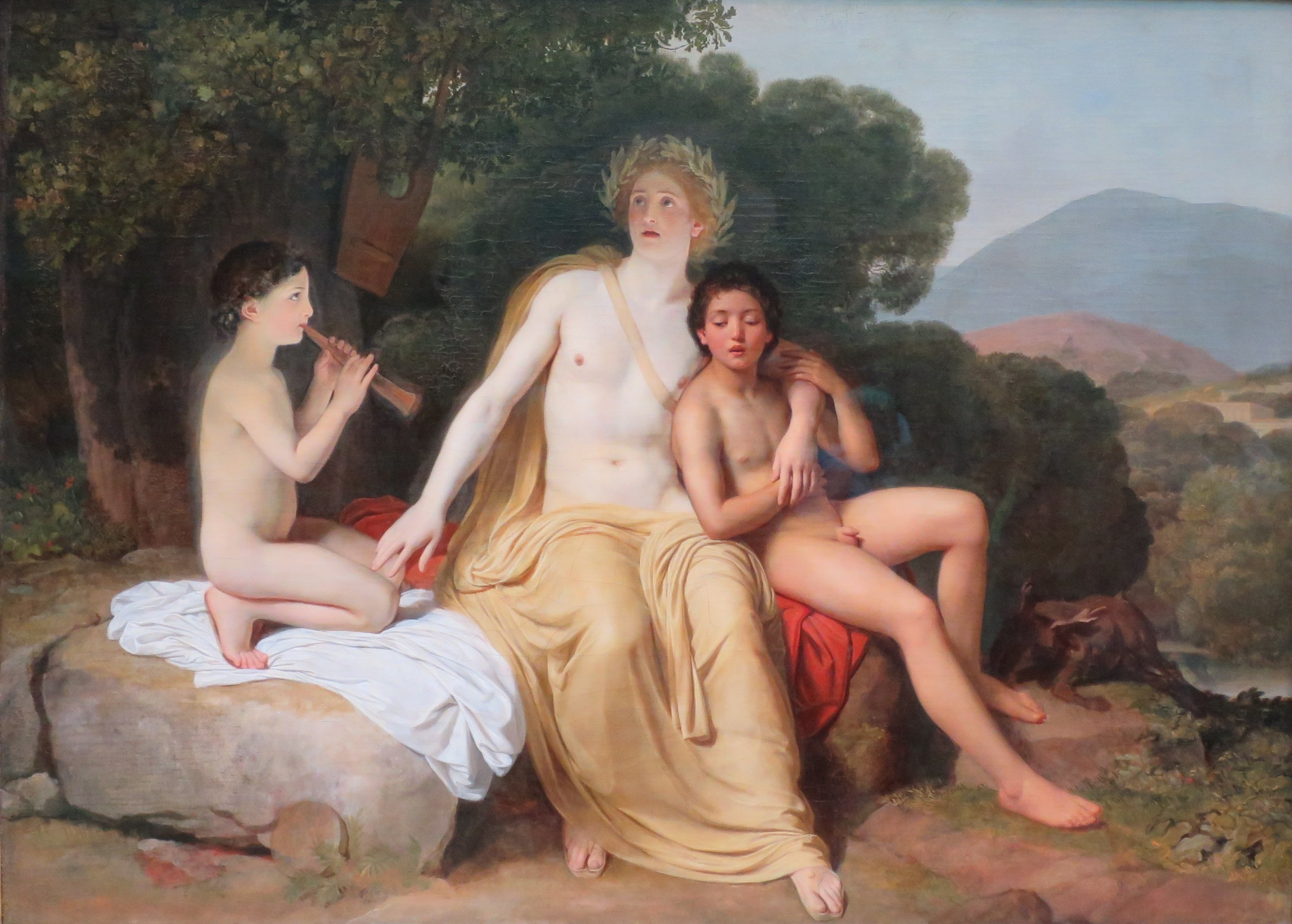
Apollo in compagnia di Giacinto e Ciparisso di Aleksandr Andreevič Ivanov, 1834.

## Commentario di Servio
Un'altra tradizione romana fa dell'adolescente l'amante del dio dei boschi Silvano. Un'invocazione tratta da Publio Virgilio Marone di «Silvano che porta il cipresso snello sradicato» è stato spiegato nel commento di Servio Mario Onorato come allusivo ad una storia d'amore. Nel suo breve racconto, Servio differisce da Ovidio principalmente nel sostituire Silvano con Apollo, ma cambia anche il genere del cervo, oltre a rendere il dio direttamente responsabile della sua morte: 
Non è chiaro se Servio stia inventando un "aition" (eziologia), una storia per spiegare perché Silvano era raffigurata in possesso di un ramo sempreverde, o per registrare una versione altrimenti sconosciuta. Altrove, Servio cita una versione in cui l'amante di Ciparisso era Zefiro, il vento di ponente. Il cipresso, egli osserva, è stato associato col regno di Ade, o perché non crescono più quando vengono potati troppo severamente, o perché in Attica le famiglie in lutto sono inghirlandate con rametti e foglie di cipressi.

## Kyparissos in Focide
Secondo una tradizione diversa Ciparisso, forse non lo stesso trattato fino ad ora, era il figlio di Orcomeno - figlio di Eteocle e fratello di Minia - il mitico fondatore di Kyparissos in Focide, che in seguito fu chiamata Anticira.

## In botanica
La parola Cupressus è stata utilizzata per descrivere un genere di Cupressaceae; questo genere è stata descritto per la prima volta nel XVIII secolo dal biologo svedese Linneo. Nei tempi moderni c'è un dibattito tassonomico riguardo quali specie dovrebbero essere mantenute nel genere "Cupressus".

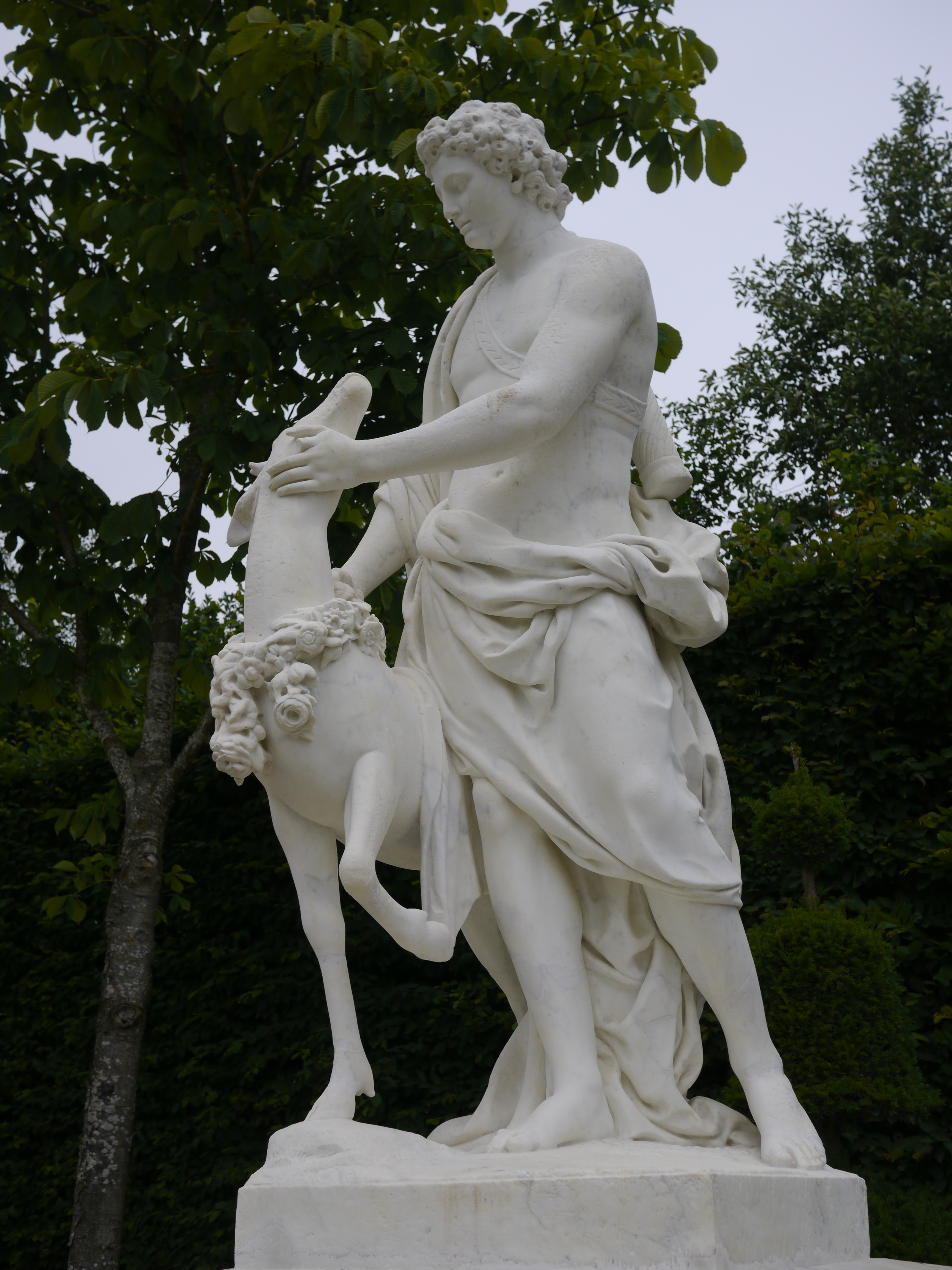
Ciparisso e il cervo, giardino della reggia di Versailles in Francia.